# Козина, Валентина Викентьевна
Валенти́на Вике́нтьевна Ко́зина (в девичестве Годлевская; 3 апреля 1927, Заречное, Крымская АССР — 30 октября 2012, Симферополь) — советский передовик производства, птичница, Герой Социалистического Труда (1965).

## Биография
Родилась 3 апреля 1927 года в селе Шумхай (ныне Заречное) Симферопольского района Крымской АССР в семье Викентия и Анастасии Годлевских. С детских лет участвовала в работе взрослых на ферме.

### Военные годы
В годы Великой Отечественной войны, после немецкой оккупации Крыма, 14-летняя Валентина стала членом подпольной группы родного села. Она была разведчицей 17-го отряда Первой партизанской бригады Северного партизанского соединения Крыма. С риском для жизни Валентина пробиралась к партизанам с разными донесениями, в том числе с информацией о движении вражеских войск. В ноябре 1943 года, когда возникла угроза ареста подпольщиков, она окончательно ушла в партизанский отряд. Там она принимала участие в различных боевых операциях. Во время налета 1-й бригады Ф. И. Федоренко на Шумхай 26 ноября 1943 года была проводником артиллерийской батареи партизан.
В апреле 1944 спасала от уничтожения заминированные здания Симферополя.

### Мирное время
После войны Валентина Козина продолжила трудиться в сельском хозяйстве. В 1960 году она пришла на птицефабрику «Южная», являвшуюся флагманом сельского хозяйства Крыма. Сначала она работала цыплятницей, потом перешла в птичницы. Обслуживала на птицеферме 100 тысяч кур-несушек.
Указом Президиума Верховного Совета СССР от 23 марта 1966 года за выдающиеся трудовые достижения Валентине Викентьевне Козиной присвоено звание Героя Социалистического Труда с вручением ордена Ленина и золотой медали «Серп и Молот».
Её трудовой опыт изучали по всему Советскому Союзу, однако никому не удалось хотя бы повторить рекордные показатели. В 1975 году В. В. Козина первой среди птичниц была удостоена Государственной премии СССР «за значительное увеличение валового производства высококачественной продукции животноводства на основе применения прогрессивной технологии». Свою премию Валентина Викентьевна передала в детскому саду птицефабрики.
Упомянута во учебнике профессионального обучения операторов-птицеводов М. Н. Богданова
С 1968 года являлась членом Коммунистической партии Украины. На XXVI съезде КПУ избрана кандидатом в члены ЦК КПУ. Неоднократно избиралась членом Контрольно-ревизионной комиссии при ЦК КПУ.
В 1989 году инвалид войны В. В. Козина вышла на заслуженный отдых.
Умерла в Симферополе 30 октября 2012 года на 86-м году жизни. Похоронена на кладбище «Абдал».

Могила Козиной на кладбище «Абдал».

### Семья
В 1946 году вышла замуж за однополчанина Октября Аскольдовича Козина, председателя артели «III Крымская дивизия», лейтенанта 25-й Чапаевской дивизии, командира 17-го партизанского отряда, после войны — председателя совхоза в Белогорском районе (умер в 1973 году). Воспитали двух дочерей — Галину и Наталью.

## Награды
- Герой Социалистического Труда (22.03.1966)
- орден «За мужество» III степени
- орден Ленина (22.03.1966)
- орден Октябрьской революции (08.04.1971)
- орден Отечественной войны II степени (11.03.1985)
- орден Трудового Красного Знамени (14.02.1975)
- орден Дружбы народов
- медаль «За отвагу» (10.05.1965)
- медаль «Партизану Отечественной войны» II степени
- Государственная премия СССР (1975)
- четыре медали победителя ВДНХ СССР